# Irena Conti Di Mauro
Irena Conti Di Mauro (Varsavia, 31 ottobre 1924 – Konstancin-Jeziorna, 31 ottobre 2009) è stata una giornalista, poetessa e scrittrice polacca di origini ebraiche.

## Opere

### Libri
- "I tylko miłość...", Irena Conti, PIW, Warszawa 2002, ISBN 83-06-02863-5
- "Miłość-czułość-dobroć", Irena Conti Di Mauro, PIW, Warszawa 2003, ISBN 83-06-02914-3
- "Miłość-pokora-pojednanie", Irena Conti Di Mauro, PIW, Warszawa 2004, ISBN 83-06-02933-X
- "Lubię codzienność", Irena Conti Di Mauro, Polski Instytut Wydawniczy, Warszawa 2005, ISBN 83-89700-34-4
- "I co teraz z tą miłością ? 40 lat Orderu Uśmiechu.", Irena Conti Di Mauro, Wstęp "Do Autorki" oraz "40 lat Orderu Uśmiechu" - Marek Michalak, Fundacja SERCE – ECPD, Warszawa 2007, ISBN 978-83-925723-8-1

### Traduzioni
- 2006 - Kiedy mówisz, że kochasz di Jan Twardowski, Polski Instytut Wydawniczy, Warszawa 2006, ISBN 978-83-89700-41-4